# Baltazar Enrique Porras Cardozo
Baltazar Enrique Porras Cardozo (Sinh 1944) là một Hồng y người Venezuela của Giáo hội Công giáo Rôma. Ông hiện đảm nhận vai trò Hồng y Đẳng linh mục Nhà thờ Ss. Giovanni Evangelista e Petronio Tổng giám mục đô thành Tổng giáo phận Caracas, từ năm 2023. và Tổng giám mục đô thành Tổng giáo phận Mérida (1991–2023)
Trước khi trở thành Tổng giám mục đô thành Tổng giáo phận Mérida, ông từng đảm nhận vai trò Giám mục Phụ tá Mérida trong vòng 8 năm, từ năm 1983 đến năm 1991, ông cũng kiêm nhiệm vai trò Giám quản Tông Tòa Giáo phận San Cristóbal de Venezuela từ năm 1998 đến năm 1999. Tại các Hội đồng Giám mục quốc gia cũng như khu vực, ông cũng giữ một số trọng trách như: Chủ tịch Hội đồng Giám mục Venezuela (1999-2006), Phó Chủ tịch Thứ nhất Hội đồng Giám mục Châu Mỹ Latinh (2007-2011). Ông được vinh thăng Hồng y năm 2016 bởi Giáo hoàng Phanxicô.

## Tiểu sử
Hồng y Baltazar Enrique Porras Cardozo sinh ngày 10 tháng 10 năm 1944 tại Caracas, Venezuela. Sau quá trình tu học dài hạn tại các cơ sở chủng viện theo quy định của Giáo luật, ngày 30 tháng 7 năm 1967, Phó tế Cardozo, 23 tuổi, tiến đến việc được truyền chức linh mục. Nghi thức truyền chức cho tân linh mục được cử hành bởi Giám mục Miguel Antonio Salas, C.I.M, Giám mục chính tòa Giáo phận Calabozo.
Sau 16 năm thi hành các công việc mục vụ trên cương vị và thẩm quyền của một linh mục, ngày 23 tháng 7 năm 1983, Tòa Thánh thông báo Giáo hoàng đã quyết định tuyển chọn linh mục Baltazar Enrique Porras Cardozo, 39 tuổi, gia nhập hàng Giám mục Công giáo Hoàn vũ, với vị trí được bổ nhiệm là Giám mục phụ tá Tổng giáo phận Mérida, danh nghĩa Giám mục Hiệu tòa Lamdia. Lễ tấn phong cho vị giám mục tân cử được tổ chức sau đó vào ngày 17 tháng 9 cùng năm, với phần nghi thức truyền chức được cử hành cách trọng thể bởi 3 giáo sĩ cấp cao, gồm có vị chủ phong là Hồng y José Alí Lebrún Moratinos, Tổng giám mục đô thành Tổng giáo phận Caracas, Santiago de Venezuela; hai vị giáo sĩ còn lại, với vai trò phụ phong là Tổng giám mục Miguel Antonio Salas Salas, C.I.M., Tổng giám mục đô thành Tổng giáo phận Mérida và Tổng giám mục Domingo Roa Pérez, Tổng giám mục đô thành Tổng giáo phận Maracaibo. Tân giám mục chọn cho mình chân ngôn:IN NOMINE TUO.
Ba năm sau khi được chọn lên hàng giám mục và đảm nhiệm vai trò Giám mục phụ tá Mérida bằng quyết định của Tòa Thánh ấn ký ngày 30 tháng 10 năm 1991, qua đó thăng Giám mục Baltazar Enrique Porras Cardozo lên hàng Tổng giám mục, bổ nhiệm làm Tổng giám mục đô thành Tổng giáo phận Mérida. Ông cũng kiêm nhiệm vai trò Giám quản Tông Tòa Giáo phận San Cristóbal de Venezuela trong thời gian ngắ từ ngày 2 tháng 3 năm 1998 đến ngày 14 tháng 4 năm 1999.
Ngoài các nhiệm vụ chính là cai quản các giáo hội địa phương, Tổng giám mục Baltazar Enrique Porras Cardozo còn giữ nhiều vai trò các Hội đồng Giám mục quốc gia cũng như khu vực, ông cũng giữ một số trọng trách như: Chủ tịch Hội đồng Giám mục Venezuela từ năm 1999 đến năm 2006 và Phó Chủ tịch Thứ nhất Hội đồng Giám mục Châu Mỹ Latinh, từ ngày 12 tháng 7 năm 2007 đến ngày 19 tháng 5 năm 2011.
Qua công nghị Hồng y năm 2016 được cử hành ngày 19 tháng 11, Giáo hoàng Phanxicô vinh thăng Tổng giám mục Baltazar Enrique Porras Cardozo tước vị danh dự của Giáo hội Công giáo, Hồng y. Tân Hồng y thuộc Đẳng Hồng y Linh mục và Nhà thờ Hiệu tòa được chỉ định là Nhà thờ Ss. Giovanni Evangelista e Petronio. Sau đó, tân hồng y đã đến nhà thờ hiệu tòa của mình và cử hành các nghi thức nhận chức vụ vào ngày 11 tháng 6 năm 2017.
Năm 2018, Tòa thánh bổ nhiệm ông làm Giám quản tông tòa Tổng giáo phận Caracas thay thế cho ĐHY